# Teoria stewarda
Teoria stewarda (ang. stewardship theory of the presidency) – sformułowanie autorstwa prezydenta USA Theodore'a Roosevelta, opisujące zasady, jakimi kierować powinien się prezydent USA przy wypełnianiu swojej funkcji. Zgodnie z teorią Roosevelta prezydent powinien być, jak steward na statku, tj. powinien działać zgodnie z potrzebami chwili w celu sprawowania opieki nad powierzonymi mu ludźmi, nie oglądając się jednocześnie na sztywne reguły prawodawstwa. Roosevelt nie zachęcał jednak do łamania prawa, a do przyjęcia, że dozwolone jest nie tylko to, na co konstytucja USA wyraźnie pozwala, ale także to, czego konstytucja nie zabrania.